# Сибирь (гостиница, Иркутск)
Гости́ница «Сиби́рь» — гостиница, которая располагалась в Иркутске на улице Ленина и работала с 1934 по 1995 год. Один из немногих образцов иркутского конструктивистского стиля.
Проект гостиницы разработал архитектор Казимир Войцехович Миталь (1877—1938). Первоначальное название — гостиница «Центральная».

## История
Строительство началось в августе 1931 года, окончилось в 1933 году. Гостиница располагалась на улице Ленина, правое крыло выходило на Коммунальный переулок (ныне — улица Канадзавы), левое крыло — на улицу Свердлова. В апреле 1934 года гостиница «Центральная» вступила в строй. В 1940 году при гостинице был открыт ресторан «Северная Пальмира». В августе 1941 года гостиница переехала в Дом колхозника, а ресторан — в помещение ресторана «Арктика». В 1941—1942 годах в здании гостиницы размещался госпиталь. После 1965 года гостиница и ресторан были переименованы в «Сибирь».

### Пожар
В ночь на 13 марта 1995 года гостиница загорелась. Пожар уничтожил центральную и левую часть гостиницы — 3325 квадратных метров поэтажной площади. Погибли 7 человек, 5 человек пропали без вести, 21 человек пострадал. После пожара левое крыло было полностью снесено. В правом крыле находится офисный центр.